# M-95 デグマン
M-95 デグマン (クロアチア語: M-95 Degman) は、1990年代にクロアチアで開発された主力戦車である。旧ユーゴスラビア連邦製のM-84戦車をベースにしており、1995年5月に試作車が公開された。試作車2両がクロアチア陸軍に納入されたが、量産は行われていない。

## 開発
ユーゴスラビア連邦では、ソ連製のT-72M戦車を独自改良したM-84という戦車を開発・生産し、ユーゴスラビア人民軍で運用していた。生産は連邦内で分散して行われており、クロアチアでは生産の21%を分担、スラボンスキー・ブロドにあるデューロ・ダコビッツ製作所で生産を行っていた。
クロアチア紛争を経てユーゴスラビアから独立したクロアチアでは、RH-アラン社がM-84をベースに何種類かの改良型を開発した。M-95 デグマンはこのうちの一つで、1995年5月に試作車が公開されたが、この時点では装備品の一部はモックアップだった。

## 設計

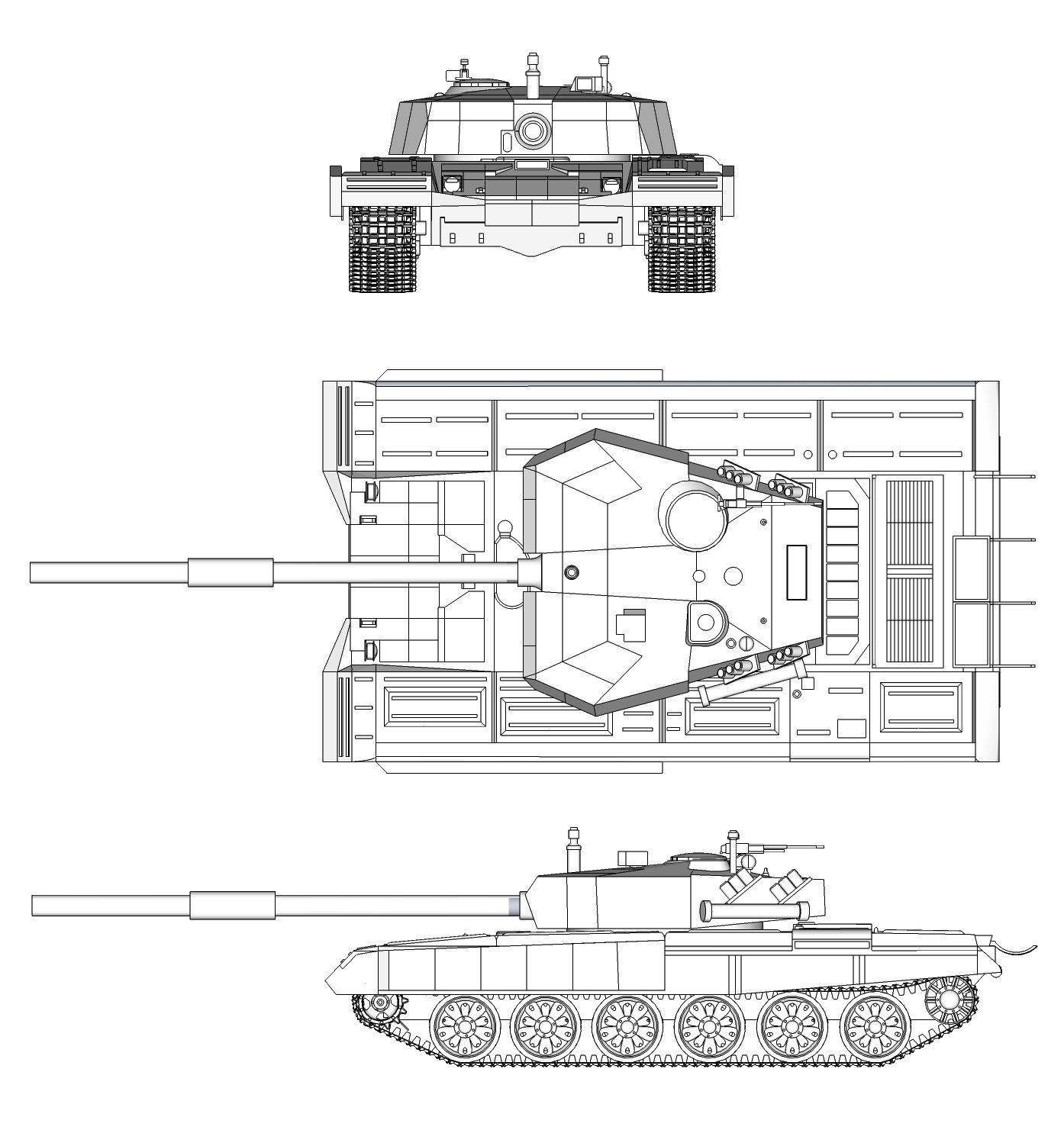
3面図

主砲にはM-84と同じD-81T 125mm滑腔砲を搭載するが、防御面での弱点であったカセトカ自動装填装置を止め、西側戦車と同様の砲塔バスル式の自動装填装置を採用した。主砲弾は42発を搭載している。副武装は12.7mm重機関銃と7.62mm機関銃各1丁で、搭載弾数はそれぞれ360発、2,000発である。射撃統制装置には、レーザー測距儀や環境センサー、デジタル式弾道計算機、砲手・車長用サーマルビジョンなどからなるスロベニア製のオメガ・システムを搭載している。
防御面では、砲塔が平らで逆三角形をした溶接構造の新型に変更されているほか、砲塔と車体にはクロアチアで独自開発された大型の爆発反応装甲を装着している。最大装甲厚は250ミリとされる。また対戦車ミサイルに対抗するため、レーザー検知器と連動した発煙弾発射機を備える。
エンジンは1,000馬力のV-46TK 液冷ディーゼルエンジンで、最大速度は時速70キロメートル、航続距離は700キロメートル、登坂能力は58％、越堤能力は0.85メートル、越壕能力は2.8メートルである。トランスミッションは、機動性の改善のため前進5段・後進1段の完全オートマチック・トランスミッションを装備した。

## 派生型
- M-84D：既存のM-84A4をM-95水準まで改修した戦車[2]。78両を改修する計画があったが、他の調達計画との兼ね合いのため、2024年時点では確定していない[2]。

## 運用国
- クロアチア

試作車2両がクロアチア陸軍に納入された。国際戦略研究所の「The Military Balance 2024」では、2024年時点での保有装備としては計上されていない。